# Achilleida (romans bizantyński)
Achilleida (gr.: Ἀχιλληΐς, Achilléjs) – romans bizantyński z XV wieku.
Achilleida (Achilléjs) jest romansem bizantyńskim z XV wieku napisanym wierszem politycznym. 
Jego fabuła rozpoczyna się w momencie, gdy król Mirmidonów został po dwunastu latach oczekiwania szczęśliwym ojcem Achillesa. Achilles okazał się genialnym dzieckiem. W ósmym roku życia skończył wszystkie nauki. Jako trzynastolatek został rycerzem. Podczas wyprawy przeciw królowi obcego kraju, dostrzegł w orszaku jego przepiękną, ubraną z francuska, córkę, Poliksenę. Od pierwszego wejrzenia zapałał do niej miłością. Starał się dotrzeć do niej wysyłając bileciki miłosne. W końcu porwał ją, nie uniknął jednak walki z jej braćmi. Ostatecznie zwaśnionych pogodziła huczna uczta i wspaniały turniej w obecności dam dworu.
Po sześciu latach szczęśliwego małżeństwa Poliksena umarła. Achilles wyruszył pod Troję. Aby zakończyć spór Greków z Trojanami Parys zaproponował mu za żonę swoją siostrę. Achilles zgodził się i udał się do miasta, gdzie zginął, podstępnie zabity w kościele, przez niedoszłego szwagra Deofobosa. Grecy zaatakowali i zdobyli Troję. Utwór kończy się refleksją o nietrwałości ludzkiego losu. 
W całym romansie antyczne są jedynie imiona bohaterów i miejsca, resztę poeta zaczerpnął z francuskiej literatury rycerskiej. O wzorze francuskim Achilleidy nic jednak nie wiadomo. Autor powołuje się na Homera, Arystotelesa i Platona. Z lektury poematu wynika, że znał również kroniki Konstantyna Manassesa i Jana Malalasa. Utwór zachował się w 3 rękopisach z przełomu XV i XVI stulecia, pochodzących od tego samego wcześniejszego pierwowzoru. Zachowane rękopisy liczą sobie 761, 1343 i 1820 wersów.